# The Life Line (film 1915)
The Life Line è un cortometraggio muto del 1915 diretto da Arthur V. Johnson che ne è anche l'interprete principale insieme a 
Lottie Briscoe. Il soggetto è tratto da una storia di Elizabeth R. Carpenter, la produzione del film - un cortometraggio in due bobine - è della Lubin Manufacturing Company.

## Produzione
Il film fu prodotto dalla Lubin Manufacturing Company.

## Distribuzione
Distribuito dalla General Film Company, uscì nelle sale cinematografiche USA il 23 giugno 1915.